# Saint-Martin-de-Caralp
Saint-Martin-de-Caralp är en kommun i departementet Ariège i regionen Occitanien i södra Frankrike. Kommunen ligger  i kantonen Foix-Rural som ligger i arrondissementet Foix. År 2022 hade Saint-Martin-de-Caralp 375 invånare.

## Befolkningsutveckling
Antalet invånare i kommunen Saint-Martin-de-Caralp
Referens: INSEE